# Brodenbach (Mosel)
Der Brodenbach ist ein 8,2 km langer, orografisch rechter Nebenfluss der Mosel in Rheinland-Pfalz, Deutschland.

## Geographie

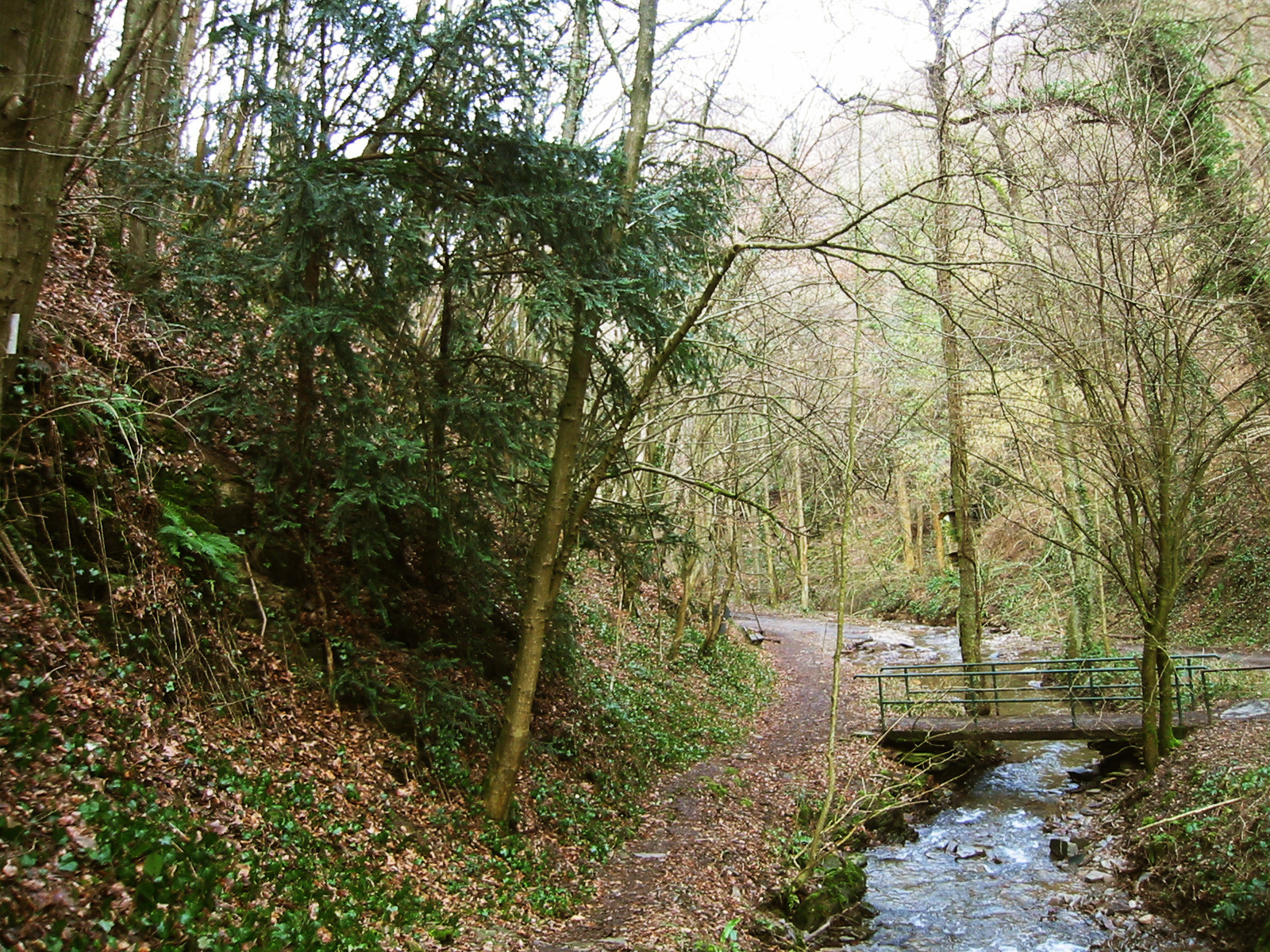
Immergrüner Eibenbusch an einem Steilhang des unteren Brodenbachtals

Die Quelle des Brodenbachs liegt im Norden des Bopparder Stadtteils Buchholz auf ca. 372 m ü. NN. Von dort fließt er, ohne weitere Ortschaften zu queren, in vorwiegend westlicher Richtung durch ein enges Tal. Der engste Abschnitt ist als „Donnerloch“ bekannt, eine Kaskadengruppe, die seit einer Sprengung in den 1960er Jahren für einen Forstwirtschaftsweg nur noch in Teilen erhalten ist. Dem Brodenbach fließen beidseitig nur kurze Wasserläufe zu. Er mündet im Norden des Ortes Brodenbach auf 95 m ü. NN in die Mosel.
Der 8,2 km lange Flusslauf überwindet mit einem mittleren Sohlgefälle von 45,4 ‰ 299 Höhenmeter und entwässert dabei ein Gebiet von 15,674 km².
Das gesamte Bachtal ist nur durch Wanderpfade und teilweise ausgebaute Wirtschaftswege verkehrsmäßig erschlossen. Die Grüne Mühle am Bachmittellauf ist die einzige Ansiedlung.
Am engen, verschatteten Unterlauf gibt es in den schieferfelsigen Steilhängen ein größeres Vorkommen der sehr giftigen Europäischen Eibe. In den hier hauptsächlich mit Eichengehölz bewachsenen Talhängen wachsen die Eiben an besonders felsigen, lichtarmen Stellen.

### Nebenflüsse

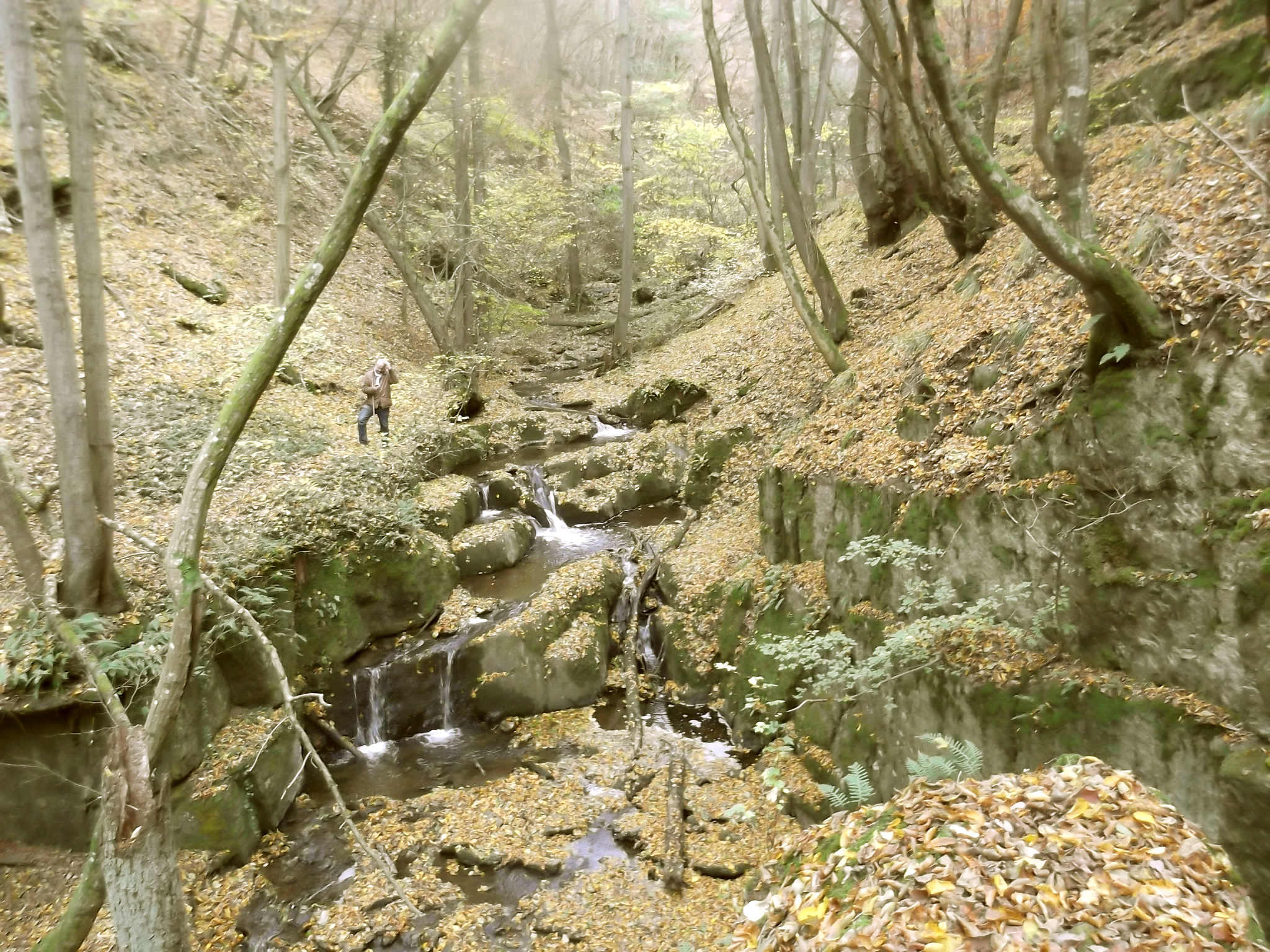
Felspartie (Klamm) im Brodenbachtal, einem Seitental an der Untermosel

- Lehnscheider Bach – 0,9 km langer, rechter Nebenfluss auf 282 m ü. NN
- Buchholzer Bach – 1,2 km langer, linker Nebenfluss auf 276 m ü. NN
- Höllebach – 1,3 km langer, rechter Nebenfluss auf 261 m ü. NN
- Bickelbach – 0,9 km langer, linker Nebenfluss hinter Ohlenfeld auf 251 m ü. NN
- Elmsgraben – 0,9 km langer, linker Nebenfluss auf 241 m ü. NN
- Kohlbach – 2,8 km langer, rechter Nebenfluss auf 202 m ü. NN
- Herschwieser Bach

Der Aufnahme des Landesvermessungsamtes entsprechend, entsteht der Brodenbach erst mit dem Zusammenfluss des Lehnscheider Bachs und des Ohlenbachs, die in der Gemarkung des Ortsteils Buchholz der Stadt Boppard entspringen.